# Petr Tej
Petr Tej (* 16. září 1978 Mělník) je český architekt a mostní inženýr věnující se navrhování konstrukcí mostů a lávek.

## Životopis

### Vzdělání
Vystudoval Školu architektury na pražské AVU u Emila Přikryla, Fakultu architektury ČVUT u Aleny Šrámkové a obor Mostní konstrukce na Fakultě stavební ČVUT. Pracuje jako vedoucí oddělení mostních konstrukcí na Kloknerově ústavu ČVUT v Praze. Společně s Janem Mourkem a Oto Melterem založil studio Bridge Structures.

### Tvorba
Petr Tej je autorem řady mostů a lávek, od malých rozpětí po velké projekty celoměstského významu. Jeho projekty často vznikají ve spolupráci s renomovanými českými a zahraničními ateliéry. Ve své tvorbě využívá vysokopevnostní beton (UHPC), z něhož je zhotovena i jedna z jeho posledních výrazných realizací, Štvanická lávka v Praze spojující Holešovice a Karlín, kterou navrhl společně s Markem Blankem a Janem Mourkem.
K výrazným realizacím patří lávka přes Vltavu v Lužci nad Vltavou (2020), lávka přes Dřetovický potok (2018) nebo lávka přes řeku Lubinu v Příboře (2018), které získaly řadu ocenění. Oceňovanou stavbou se stala i Štvanická lávka v Praze spojující Holešovice a Karlín, kterou navrhl společně s Markem Blankem a Janem Mourkem a jejíž realizace byla dokončena v červenci 2023.

### Realizace – výběr
- 2018 – Lávka přes Lubinu v Příboře, společně s Markem Blankem a Janem Mourkem
- 2018 – Lávka přes Dřetovický potok, společně s Ondřejem Císlerem
- 2020 – Lávka v Lužci nad Vltavou, společně s Markem Blankem a Janem Mourkem.
- 2023 – Lávka přes Divokou Orlici v Žamberku
- 2023 – Štvanická lávka HolKa v Praze spojující Holešovice a Karlín, společně s Markem Blankem a Janem Mourkem

## Galerie

Lávka HolKa, Štvanice, Praha, autor fotografie: Alex Timpau, alexshootsbuildings.com
Lávka HolKa, Štvanice, Praha, autor fotografie: Alex Timpau
Lávka HolKa, Štvanice, Praha, autor fotografie: Alex Timpau
Lávka HolKa, Štvanice, Praha, autor fotografie: Alex Timpau
Lávka HolKa, Štvanice, Praha, autor fotografie: Alex Timpau
Lávka HolKa, Štvanice, Praha, autor fotografie: Alex Timpau